# Sant Julià de Coaner

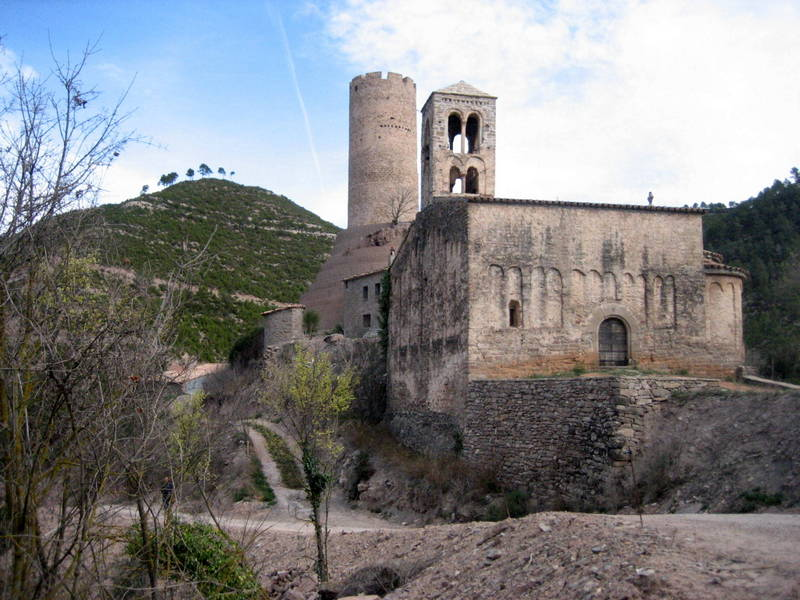
Kirche Sant Julià de Coaner und Burg (castell)

Die Kirche Sant Julià de Coaner war möglicherweise eine ehemalige Prioratskirche oder adelige Burgkapelle. Das kleine Dorf Coaner zählt noch etwa 20 Einwohner und gehört zur Gemeinde Sant Mateu de Bages in der katalanischen Provinz Barcelona.

## Lage
Die Kirche befindet sich in einer Höhe von circa 380 Metern ü. d. M. am westlichen Rand des Dörfchens Coaner gut 20 Fahrtkilometer nordwestlich der Stadt Manresa bzw. etwa 87 Fahrtkilometer nordwestlich von Barcelona. Von der etwa fünf Kilometer östlich gelegenen Kleinstadt Súria führt eine einfache Pistenstraße nach Coaner, die auch als Wanderweg genutzt wird. Etwa 500 m entfernt liegt westlich das Santuari de la Mare de Déu de Coaner („Heiligtum der Jungfrau von Coaner“).

## Geschichte
Die Kirche wurde im Jahr 1024 von Ermengol, dem damaligen Bischof von Urgell geweiht. Zunächst hatte der Bau wahrscheinlich ein Marienpatrozinium, das später in eines des Heiligen Julian umgewandelt wurde.

## Architektur

### Steinmaterial

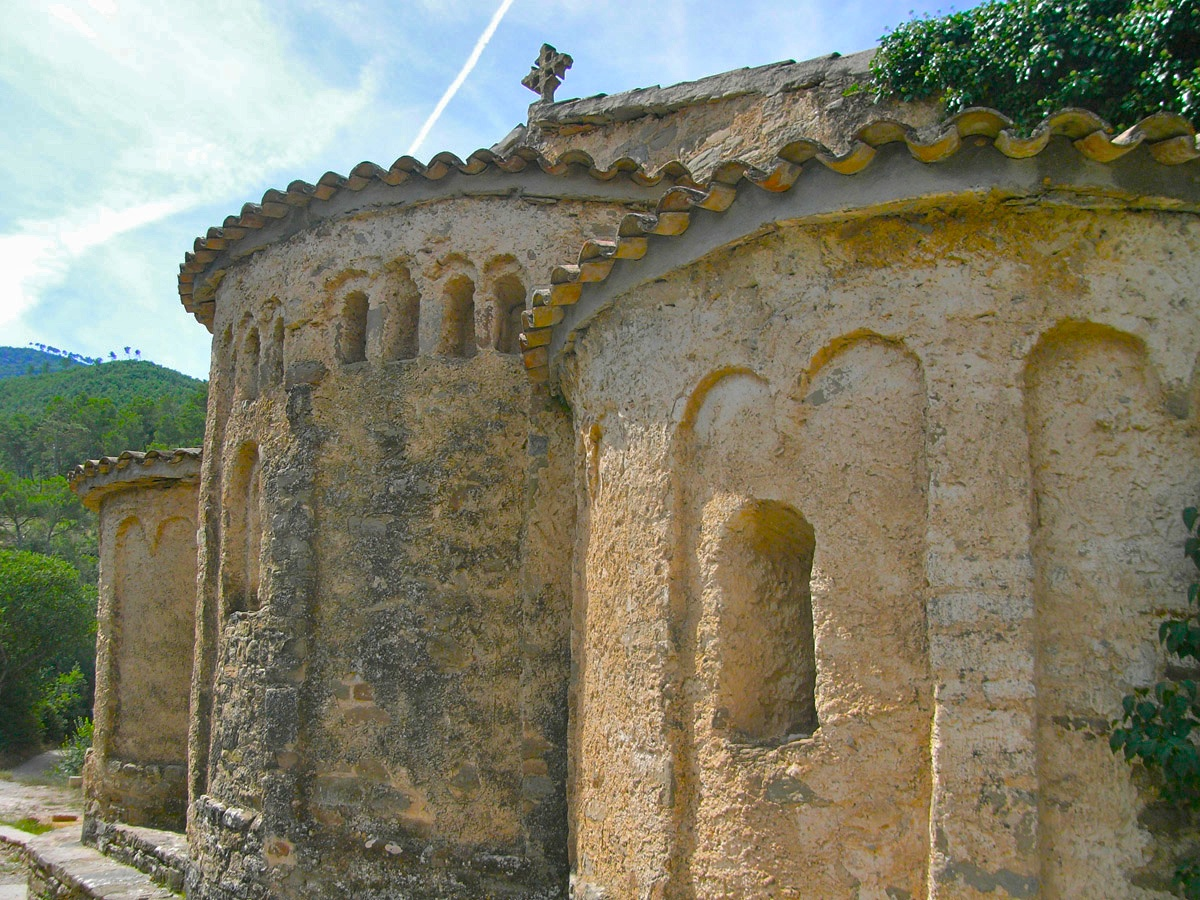
Apsiden

Der circa 15 Meter lange und im Innern etwa 9,50 Meter breite und im Mittelschiff circa 5,50 Meter hohe Kirchenbau ist zur Gänze aus weitgehend unbearbeiteten Bruchsteinen errichtet. Turm und Außenwandgliederung der Kirche zeigen Ansätze des kurz nach dem Jahr 1000 von Abt Oliba aus Oberitalien in seine katalanische Heimat importierten Lombardischen Stils.

### Außenbau
Die Außenwände des nahezu quadratischen Kirchengebäudes werden nur von wenigen kleinen Fenstern durchbrochen. Die portallose, aber von drei kleinen Fenstern (davon eines in Kreuzform) durchbrochene Westfassade zeigt eine leicht asymmetrische Gliederung aus auf- und absteigenden Blendarkaden, die aus Lisenen mit abschließenden Rundbogenfriesen gebildet werden; dasselbe Motiv zeigt sich auch auf der Südseite und an den beiden seitlichen Apsiden. Die etwas höhere Mittelapsis verfügt zusätzlich über eine Reihe von Blendfenstern unterhalb der Dachtraufe. Alle drei Apsiden haben jeweils ein schmuckloses Mittelfenster. Das schlichte Portal auf der Südseite stammt aus dem Jahr 1573 und durchbricht die ansonsten symmetrische Gestaltung der Kirchensüdwand.

### Glockenturm
Das Kirchengebäude wird von einem mittig über der Westfassade platzierten zweigeschossigen Glockenturm überragt, dessen Gliederung aus nach oben größer werdenden Zwillingsfenstern (ajimeces) besteht. Unterhalb der Dachtraufe ist ein – mit Ausnahme der Ecken – umlaufender Zahnschnittfries zu erkennen. Das pyramidenförmige Dach ist mit Steinschindeln (lloses) gedeckt. Die gegenüber dem Kirchengebäude vergleichsweise großen Fensteröffnungen des Turmes sowie die schlanken Säulchen machen eine spätere Bauzeit (12. Jahrhundert) wahrscheinlich.

### Inneres
Das schmucklose und nahezu quadratische Langhaus der Kirche ist dreischiffig, was für eine schlichte Pfarrkirche in der damaligen Zeit sehr ungewöhnlich wäre. Die den Innenraum überspannenden Tonnengewölbe sind jeweils durch Gurtbögen in drei Joche gegliedert. Die drei Apsiden haben Kalottenwölbungen. Die vier Stützpfeiler im Zentrum des Kirchenraumes zeigen einen kreuzförmigen Grundriss. Die Steinplatten des Fußbodens sind wahrscheinlich noch original.